# Kafka a tengerparton
A Kafka a tengerparton Murakami Haruki japán író 2002-ben megjelent, a mágikus realizmus irányzatát képviselő regénye. Magyar fordításban 2006-ban jelent meg. A könyv megjelenése óta számos pozitív kritikát kapott és bekerült a The New York Times 2005 tíz legjobb könyvét felsorakoztató listájára. John Updike kritikája szerint a könyv „letehetetlen olvasmány és ellenállhatatlan metafizikai mákony”.

## Cselekmény
A könyvben két, látszólag összefüggés nélküli történet halad párhuzamosan egymás mellett, melyek fejezetenként váltják egymást.
Az egyik történet főhőse Tamura Kafka, egy tizenöt éves fiú, aki elszökik otthonról, hogy elkerülje apja szörnyű, oidipuszi jóslatát, és hogy megkeresse anyját és nővérét. Kafka távol Tokiótól, Takamacuban talál menedéket egy kis könyvtárban amit zárkózott természetű Szaeki asszony és a könyvtár egyetlen alkalmazotta, Ósima vezet. A könyvtárban Kafka először az Ezeregyéjszaka meséit, majd Nacume Szószeki válogatott műveit olvassa, míg a rendőrség érdeklődni nem kezd felőle egy gyilkosság ügyében.
A másik történet Nakata úr története, aki egy értelmi fogyatékos idős férfi. Fogyatékossága ellenére Nakata úr mellékállásban, hogy kiegészítse a „szociálist”, macskák felkutatásával foglalkozik. Ebben a munkában kimondottan sikeres, mivel képes megérteni a macskák beszédét és így érdeklődni tud az elkóborolt házikedvencek felől a fajtársainál. Egy ilyen nyomozás során különös és bizarr helyzetbe kerül, mikor is egy fekete kutya utasításait követve eljut a macskagyilkos „Johnny Walker”-hez, aki azt kéri Nakatától, hogy ölje meg.
Kafka és Nakata, a két idegen, a történetben egyre közelebb kerülnek a találkozáshoz, de történetük inkább csak metafizikai szinten keresztezi egymást. Az Oidipuszi szál miatt a könyvet gyakran modern görög tragédiának is szokták nevezni, még ha ez csak részben fedi is le a művet.

## Magyarul
- Kafka a tengerparton; ford. Erdős György; Geopen, Bp., 2006